# OSS 117 : Le Caire, nid d'espions
OSS 117 : Le Caire, nid d'espions (prt: Agente 117; bra: Agente 117: Uma Aventura no Cairo) é um filme de comédia de espionagem francês de 2006, dirigido e coescrito por Michel Hazanavicius em sua estreia na direção de longas-metragens. Estrelado por Jean Dujardin, Bérénice Bejo e Aure Atika, o filme foi amplamente elogiado por sua cinematografia, edição e trilha sonora. Ambientado em 1955, o filme acompanha as façanhas de um agente secreto francês, Hubert Bonisseur de La Bath, codinome OSS 117, quando ele é enviado ao Cairo para investigar o desaparecimento de seu melhor amigo e colega espião Jack Jefferson, apenas para tropeçar em uma rede de intrigas internacionais.
O filme foi seguido por OSS 117 : Rio ne répond plus, também dirigido por Michel Hazanavicius, e por OSS 117 : Alerte rouge en Afrique noire, este dirigdo por Nicolas Bedos.

## Sinopse
Egito, 1955: as relações estão tensas entre o Egito e a França em meio a intrigas e conspirações. O Presidente da República Francesa, Monsieur René Coty, envia a sua arma mestre para trazer ordem a esta confusão à beira do caos: Hubert Bonisseur de la Bath, codinome OSS 117. O bravo espião francês vai ao Cairo para investigar o desaparecimento de seu colega e melhor amigo, Jack Jefferson.

## Elenco
Segue abaixo a tabela de elenco.
| Ator                  | Personagem                  | Detalhes              |
| --------------------- | --------------------------- | --------------------- |
| Jean Dujardin         | Hubert Bonisseur de La Bath | Codinome OSS 117      |
| Bérénice Bejo         | Larmina el-Akmar Betouche   | Agente egípcia        |
| Aure Atika            | Princesa Al-Tarouk          | Sobrinha do Rei Faruk |
| Philippe Lefebvre     | Jack Jefferson              | Codinome OSS 283      |
| Richard Sammel        | Gerhard Moeller             |                       |
| Claude Brosset        | Armand Lesignac             |                       |
| Éric Prat             | Gilbert Plantieux           |                       |
| François Damiens      | Raymond Pelletier           |                       |
| Constantin Alexandrov | Ieveni Setine               |                       |
| Laurent Bateau        | Nigel Gardenborough         |                       |
| Saïd Amadis           | Ministro egípcio            |                       |
| Youssef Hamid         | Imã                         |                       |
| Khalid Maadour        | O seguidor                  | Segue OSS 117         |
| Arsène Mosca          | Loktar                      |                       |
| Abdallah Moundy       | Slimane                     |                       |
| Alain Khouani         | Recepcionista do hotel      |                       |

## Produção

Recriando o visual de filmes de uma época passada, o diretor de fotografia Guillaume Schiffman recorreu a uma variedade de técnicas, incluindo o uso de uma tela de projeção traseira atrás de um veículo em movimento.

Embora ambientado no Cairo, a maior parte das filmagens foi feita no Marrocos. Os cenários de Hazanavicius foram cuidadosamente construídos e acrescentados ao nível geral de autenticidade geográfica e temporal do filme. As sequências de luta enérgicas entre Dujardin e seu longo elenco de agressores, bem como uma briga de gatas de parar o coração entre as duas protagonistas do filme foram meticulosamente coreografadas.
O filme é uma continuação da série OSS 117 de filmes de espionagem das décadas de 1950 e 1960, que por sua vez foram baseados em uma série de romances de Jean Bruce, um prolífico escritor popular francês. No entanto, em vez de levar o gênero a sério, o filme parodia a série original e outros filmes convencionais de espionagem e Eurospy, mais notavelmente as primeiras séries de James Bond, até a cinematografia, direção de arte, música e figurinos da década de 1960 (embora isso seja um ligeiro anacronismo, pois o filme é declarado em diálogos como sendo ambientado em 1955, portanto, uma sequência em que de La Bath dança brevemente a reviravolta está fora de lugar). Por exemplo, as cenas de condução são todas filmadas com projeção traseira óbvia, "...onde os atores [estão] empoleirados atrás de um painel falso e imagens da viagem são projetadas atrás deles". As cenas noturnas foram claramente filmadas durante o dia com um filtro azul e os movimentos de câmera eram simples, evitando os movimentos tridimensionais de Steadicam e guindaste que são facilmente realizados hoje em dia. A cena no aeroporto do Cairo foi filmada no hall de entrada de um campus da Universidade Panthéon-Assas. Michael Hazanavicius sugeriu Jean Paul Belmondo para interpretar Armand Lesignac. Ele pediu e Claude Brosset tocou.

### Personagem
O filme é baseado no personagem fictício do autor Jean Bruce, Hubert Bonisseur de La Bath, um oficial militar americano de ascendência francesa, anteriormente empregado pelo Escritório de Serviços Estratégicos (OSS) e depois pela CIA, que opera como agente secreto na França. OSS 117 reimagina o personagem como um espião francês trabalhando para a agência de inteligência francesa, o Service de Documentation Extérieure et de Contre-Espionnage (SDECE).
O OSS 117 original de Jean Bruce estrelou mais de 265 romances e sete filmes até 1970, sendo estes filmes thrillers de espionagem diretos baseados na ação e suspense. O OSS 117 da nova trilogia atua como uma paródia do gênero de espionagem e retrata OSS 117 como um francês que é "culturalmente insensível, chauvinista e completamente idiota... [mas] de alguma forma consegue passar por situações escandalosamente perigosas ileso, de novo e de novo". O agente OSS 117 se veste impecavelmente e foi vestido pelo alfaiate parisiense Joseph Kergoat, que está no ramo desde 1954.

### Entrevista com Bérénice Bejo em 2007

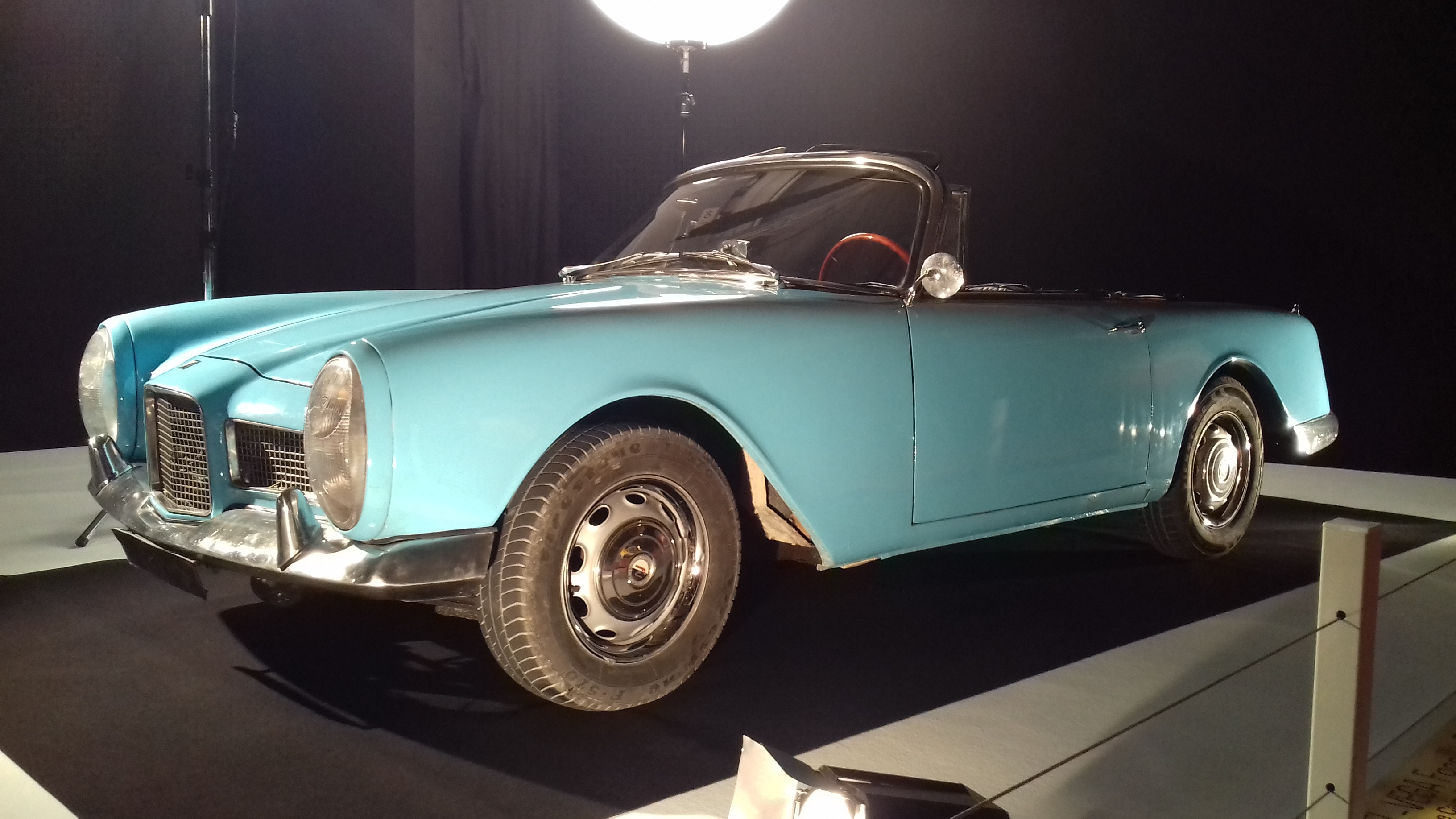
Larmina pega de La Bath no aeroporto dirigindo um modelo Facel Vega que não existia até 1959, uma inconsistência cronológica para um filme ambientado em 1955

Durante o Festival de Cinema Francês do Reino Unido de 2007, Bejo concedeu uma entrevista ao Edinburgh Evening News, onde falou sobre seu papel no filme. "Meu papel é uma espécie de James Bond girl, mas ela é inteligente. Por outro lado, o Agente OSS 117 [interpretado por Jean Dujardin] é bastante estúpido. Minha personagem é muito focada, muito feminina e muito glamourosa. Pela primeira vez você não me verá de tênis e jeans, mas de salto-alto."
Mas, ao contrário de uma Bond girl, "Larmina é mais do que apenas uma fachada. Intelectualmente, ela está à frente de seu tempo, mas não quer quebrar as regras ou tradições. No entanto, ela é o cérebro da equipe. Larmina pode ser vista como um acessório, mas na verdade ela está no comando."
Bejo admitiu que o papel permitiu que ela "se sentisse como aqueles ícones, Kim Novak e Audrey Hepburn, que sempre sonhei em me tornar um desses dias. Além de dar muito prazer e risadas, o filme é muito estiloso de uma forma que não existe mais na comédia francesa." Bejo também observou que ela empreendeu um rigoroso regime de manutenção da forma, dizendo "Eu tive que aprender a dançar e também trabalhar em acrobacias, especialmente na cena de luta com minha co-atriz Aure Atika. Gostei do meu trabalho no filme porque era totalmente diferente de qualquer outra coisa que eu tinha feito anteriormente."

## Recepção

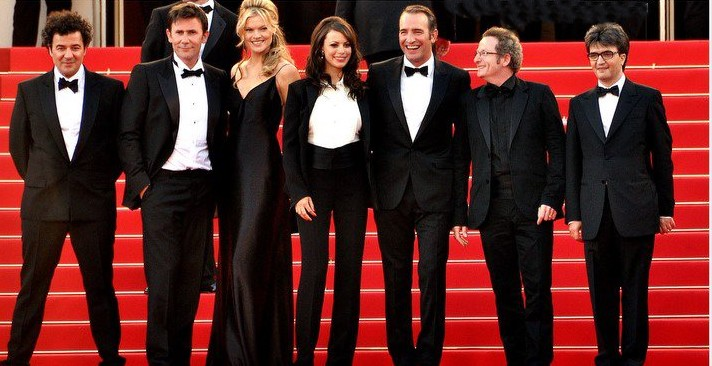
Bource (esquerda), Hazanavicius (segundo da esquerda), Bejo (centro), Dujardin (terceiro da direita) e Schiffman (segundo da direita), reunidos para o filme vencedor do Óscar de 2011, O Artista.

OSS 117 é um verdadeiro deleite. Com uma comédia quase direta, o filme é comparável aos melhores filmes da Pantera Cor-de-Rosa e muito mais inteligente que Get Smart, de Steve Carell. É mais divertido que aquele filme com Quantum no título também. Os cinéfilos vão gostar de como ele recria o visual do cinema dos anos 1950. Espectadores com inclinações políticas aprovarão sua sátira à política externa ocidental. Todos os outros estarão rolando pelos corredores enquanto o herói e o vilão jogam galinhas vivas um no outro.
OSS 117 : Le Caire, nid d'espions ganhou o prêmio Golden Space Needle como o filme mais popular do Festival Internacional de Cinema de Seattle e o prêmio Tokyo Grand Prix dado ao melhor filme no Festival Internacional de Cinema de Tóquio em 2006. Foi um sucesso de bilheteria na França, com um público de mais de dois milhões. Devido ao desempenho do filme, uma sequência foi feita em 2009, intitulada OSS 117 : Rio ne répond plus. Um terceiro filme da série, também estrelado por Dujardin, OSS 117 : Alerte rouge en Afrique noire, foi lançado em 2021.
Críticos fora da França deram avaliações positivas. No site agregador de críticas Rotten Tomatoes, 76% das 63 resenhas dos críticos são positivas. O Metacritic, que usa uma média ponderada, atribuiu ao filme uma pontuação de 62 em 100, baseado em 20 críticos, indicando críticas "geralmente favoráveis". No Reino Unido, Peter Bradshaw, do The Guardian, elogiou particularmente o filme, citando um "fator de comédia muito maior do que o maçante Get Smart e o pastiche de época mais amorosamente detalhado desde Longe do Paraíso de Todd Haynes".
Uma sequência, OSS 117 : Rio ne répond plus, também dirigida por Hazanavicius e estrelada por Dujardin, foi lançada em 2009. Dois anos depois, Hazanavicius e Dujardin ganhariam o Óscar de Melhor Diretor e Melhor Ator, respectivamente, como parte de uma leva de cinco Óscares para o aclamado filme O Artista de 2011. Dujardin foi o primeiro ator francês a receber o Oscar de Melhor Ator e O Artista foi o primeiro filme produzido na França a ganhar o Oscar de Melhor Filme. Uma terceira parte da série, também estrelada por Dujardin, OSS 117: Alerte Rouge en Afrique Noire foi lançada em 2021, mas foi dirigida por Nicolas Bedos.

### Comparações de gêneros de espionagem
Como uma paródia do gênero de espionagem, comparar OSS 117 a James Bond é um tema quase universal entre os críticos, mas o filme também gera comparações com Maxwell Smart, Austin Powers e o Inspetor Clouseau, o detetive francês desajeitado da série A Pantera Cor-de-Rosa de Blake Edwards.
O agente OSS 117, como o espião elegante e bem vestido, atraindo mulheres a cada passo no Cairo, foi comparado a ter "uma semelhança quase impressionante com o Sean Connery do período do Dr. No, sem "nenhum fio de cabelo preto envernizado fora do lugar", bem como um jovem Connery em From Russia With Love. Entre as semelhanças estavam, "... cabelos alisados com Vitalis, as sobrancelhas arqueadas e a linha do cabelo de Sean Connery, bem como o truque do grande astro de ajustar o nó da gravata após cada esforço".
O espião francês também tinha um ar de confiança semelhante ao de Bond, que em OSS 117: Cairo Nest of Spies é reinventado como um nível divertido de arrogância: quando informado de que sua missão é investigar a morte de Jack, resolver a crise de Suez, monitorar os soviéticos, frustrar um plano de golpe dos parentes do rei Farouk, reprimir uma rebelião religiosa muçulmana e trazer paz ao Oriente Médio de uma vez por todas, ele responde "Sem problemas".
Em uma entrevista de 2006, Dujardin disse que estudou os hábitos e vestimentas de personagens semelhantes durante as décadas de 1950 e 1960, especialmente os filmes franceses de Eddie Constantine. Para garantir uma boa representação, tanto ele quanto Hazanavicius se refeririam ao comportamento de James Bond durante as filmagens, dizendo "Um pouco de Sean [Connery] aqui e muita besteira ali".

Alguns críticos acharam que a cena das atrizes principais brigando, descalças e só de roupas íntimas, foi grosseira e voyeurística. Outros acharam engraçado e compararam favoravelmente à cena de briga de mulheres no filme de James Bond, From Russia with Love.

Assim como no filme de James Bond, From Russia with Love, a cena de briga de garotas em OSS 117 apresenta uma batalha de morenas de olhos castanhos descalças, com Bejo e Atika suplantando os papéis ciganos interpretados por Martine Beswick e Aliza Gur em From Russia. Um crítico achou que era superior à versão de Bond, enquanto outro achou que era um "... aceno hilário à misoginia de Bond." e o "clímax" da paródia de Bond no filme. Outros críticos reclamaram da luta de mulheres despidas, dizendo que o filme não conseguiu resistir à cena grosseira de duas mulheres lutando de lingerie.
Na mesma entrevista de 2006, Bejo abordou a cena de briga entre ela e Atika, dizendo que era uma parte importante do filme, cuidadosamente coreografada, e que ela e Atika a ensaiaram por uma semana. Bejo também gostou de sua personagem, dizendo que o OSS 117 precisava dela. Ao contrário de Dujardin, Bejo não tentou imitar atrizes de filmes de espionagem tradicionais, mas em vez disso, confiou no comportamento e nos movimentos de atrizes como Audrey Hepburn.
Outros aspectos também atraíram comparações com a série Bond, incluindo a trilha sonora, creditada a Ludovic Bource e Karnel Ech-Cheik, a qual recriou cuidadosamente o som da música de 007 de John Barry, imitando as notas de metais e percussão das trilhas sonoras de James Bond. A atenção aos detalhes da figurinista Charlotte David e do diretor de fotografia Guillaume Schiffman foi considerada tão precisa que "se você não soubesse a data real de produção, juraria que estava assistindo a um filme do final dos anos 60 - é tão bem executado".

### Xenofobia e homofobia
Como uma sátira cômica das atitudes ocidentais em relação ao Oriente Médio, o agente OSS 117 tem tanto desprezo quanto ignorância em relação à cultura islâmica. Ele ataca verbalmente um muçulmano que fazia orações por fazer muito barulho tão cedo pela manhã, perturbando seu sono. Enquanto Bejo o leva de carro pelo Egito, ela mal consegue tolerar seus esforços para soar sofisticado enquanto ele lhe conta, despreocupadamente, o quão inteligentes os faraós devem ter sido ao construir o Canal de Suez há 4.000 anos e o quão surpreso ele está com a quantidade de areia no Egito. Na festa da embaixada, ele lhe oferece uma bebida. Quando ela lhe diz que isso é contra sua religião, ele diz: "Que tipo de religião estúpida proibiria o álcool?" e então lhe garante que não se preocupe, dizendo sobre o islamismo: "Você vai se cansar disso - não vai durar muito." Ele então começa a zombar da língua árabe. Quando Bejo lhe diz "Milhões de pessoas a falam", ele ri: "Certamente você está exagerando, você sabe quantos um milhão é?" Frustrada e irritada com seu francocentrismo, Bejo grita com ele: "Você é tão... francês!" "Ora, obrigado", ele responde.
O filme também inclui vários sinais de homofobia e homossexualidade latente, já que o agente OSS 117, em flashbacks, passa muito tempo brincando com Jack na praia, inclusive lutando e se abraçando enquanto usam sungas curtas.

### Análise
Embora apresentado como uma comédia de espionagem, o filme levantou questões de intolerância, colonialismo, imperialismo e nacionalismo etnocêntrico, gerando discussões consideráveis entre cinéfilos. Em uma entrevista de 2006, o diretor e o elenco abordaram algumas dessas questões.
Dujardin, quando questionado sobre o caráter politicamente incorreto do filme, disse que ele pode parecer incorreto na sociedade atual, mas é um ótimo reflexo da França dos anos 50. Ao mesmo tempo, ele reconheceu que os roteiristas acharam difícil fazer o filme funcionar e "realmente forçaram os limites ao máximo para que ficasse claro que não era uma intenção racista ou reacionária". Dujardin também afirmou que eles queriam evitar fazer um filme moralista, já que o cinema deveria permanecer como um bastião da livre expressão.
Hazanavicius, na mesma entrevista, disse que foram os produtores que tiveram a ideia do filme, mas estavam preocupados com o financiamento, dados os aspectos controversos do roteiro. Para evitar acusações de racismo, ele tentou estabelecer uma estrutura geral de paródia, bem como criar cenários elegantes com diálogos divertidos entre os personagens. Hazanavicius disse que realmente acreditava que o filme era politicamente correto, mas também se aventurava em um território onde a indústria cinematográfica não ousa mais ir.
Laurent Jullier, O professor de Estudos Cinematográficos da Universidade da Lorena forneceu uma análise discutindo três abordagens ao filme:
- Veja o filme como uma comédia e não se detenha nas questões apresentadas no filme
- Apreciar o filme como ferramenta educacional, como uma caricatura, símbolo da mentalidade francesa predominante nas décadas de 50 e 60
- Discuta a questão maior: “podemos rir de tudo?” Se sim, continuamos a propagar discurso racista, sexista ou homofóbico? "Como podemos ter a certeza absoluta de que o filme não está a pedir desculpas pelo que denuncia, pelo próprio facto de permitir que isso seja expresso ao minimizar o drama de ideologias condenáveis?"[29]